# Weißbauchtölpel

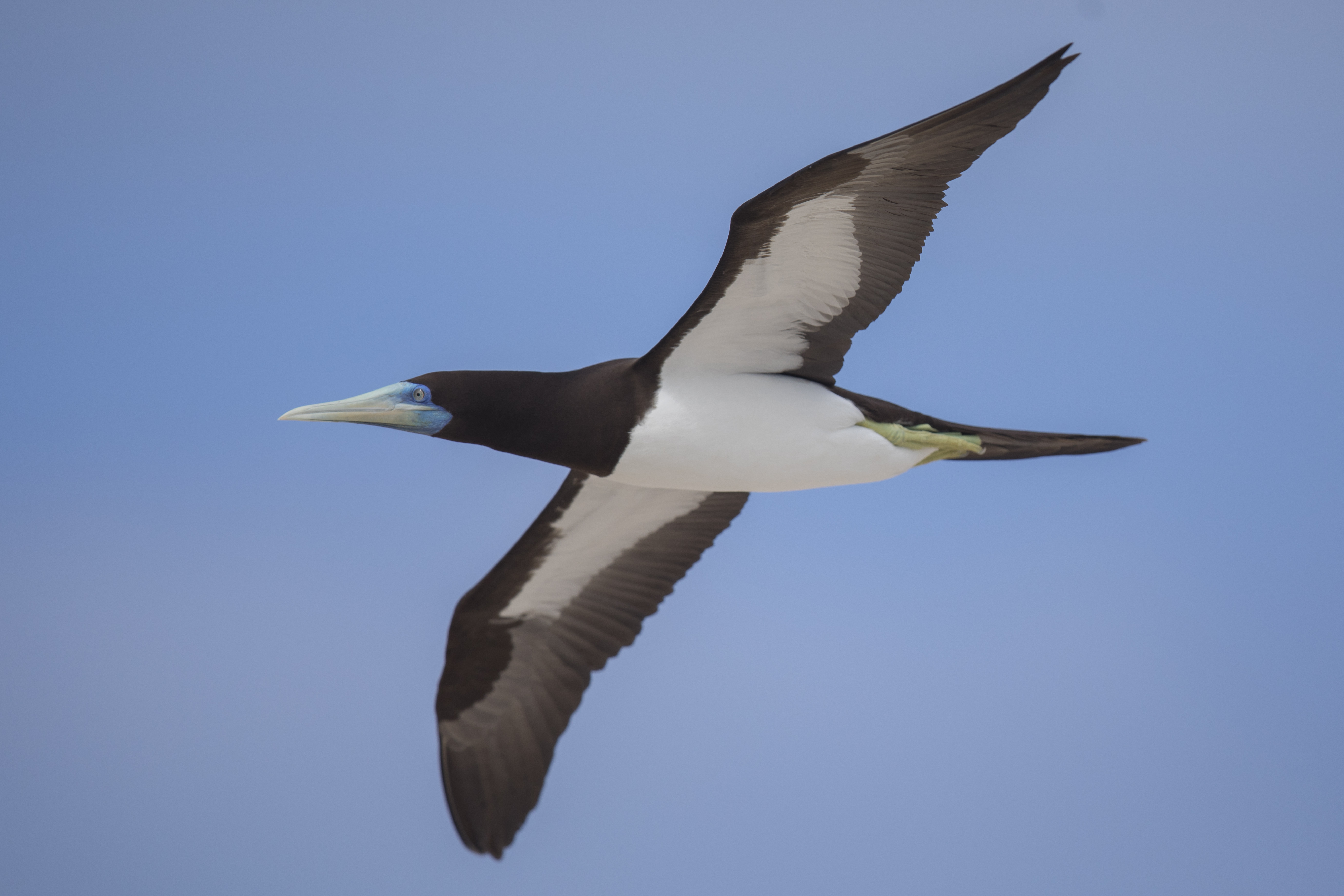
Weißbauchtölpel im Flug

Das Verbreitungsgebiet des Weißbauchtölpels
Brutgebiet

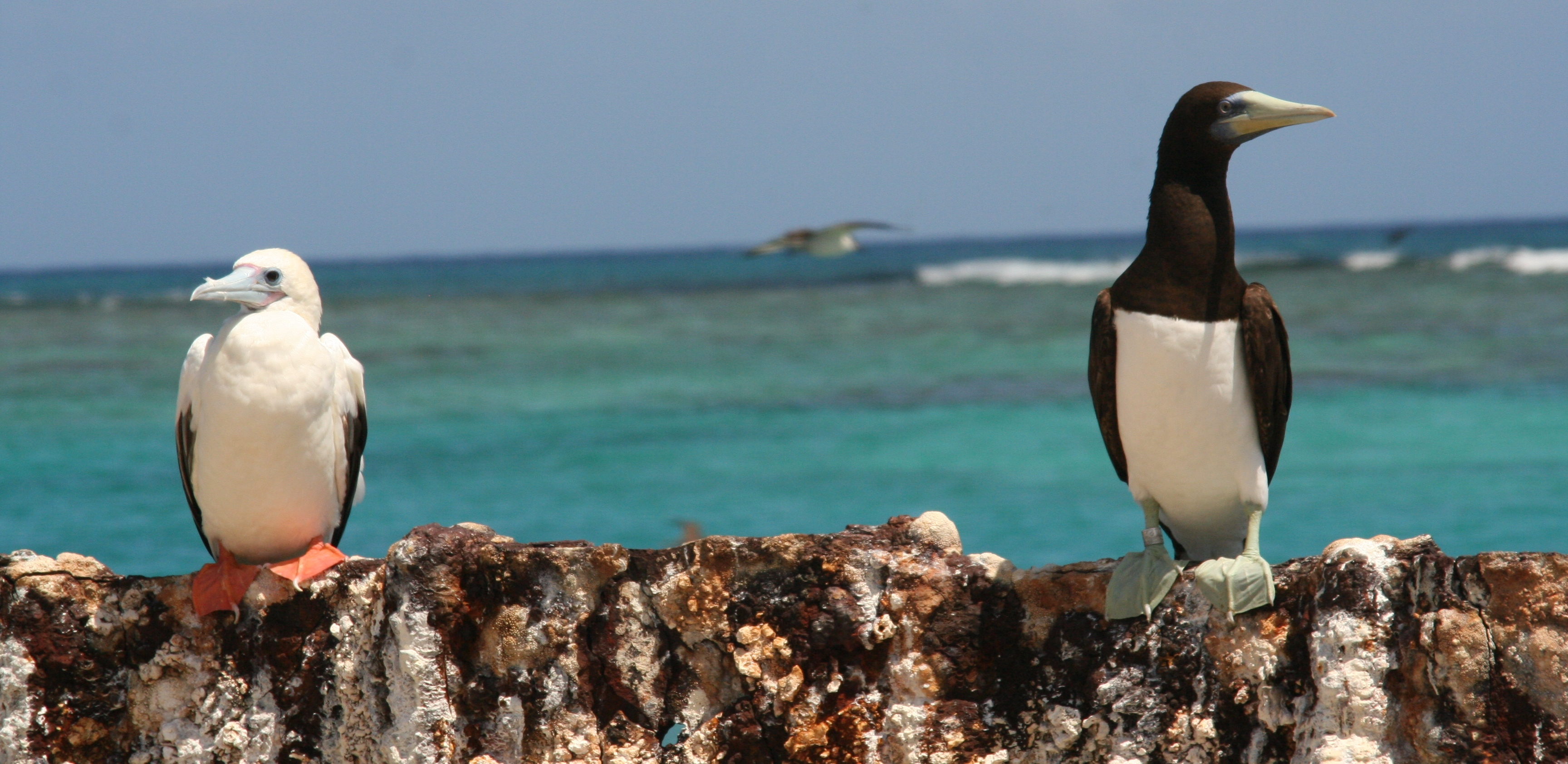
Links ein Rotfußtölpel, rechts daneben ein Weißbauchtölpel

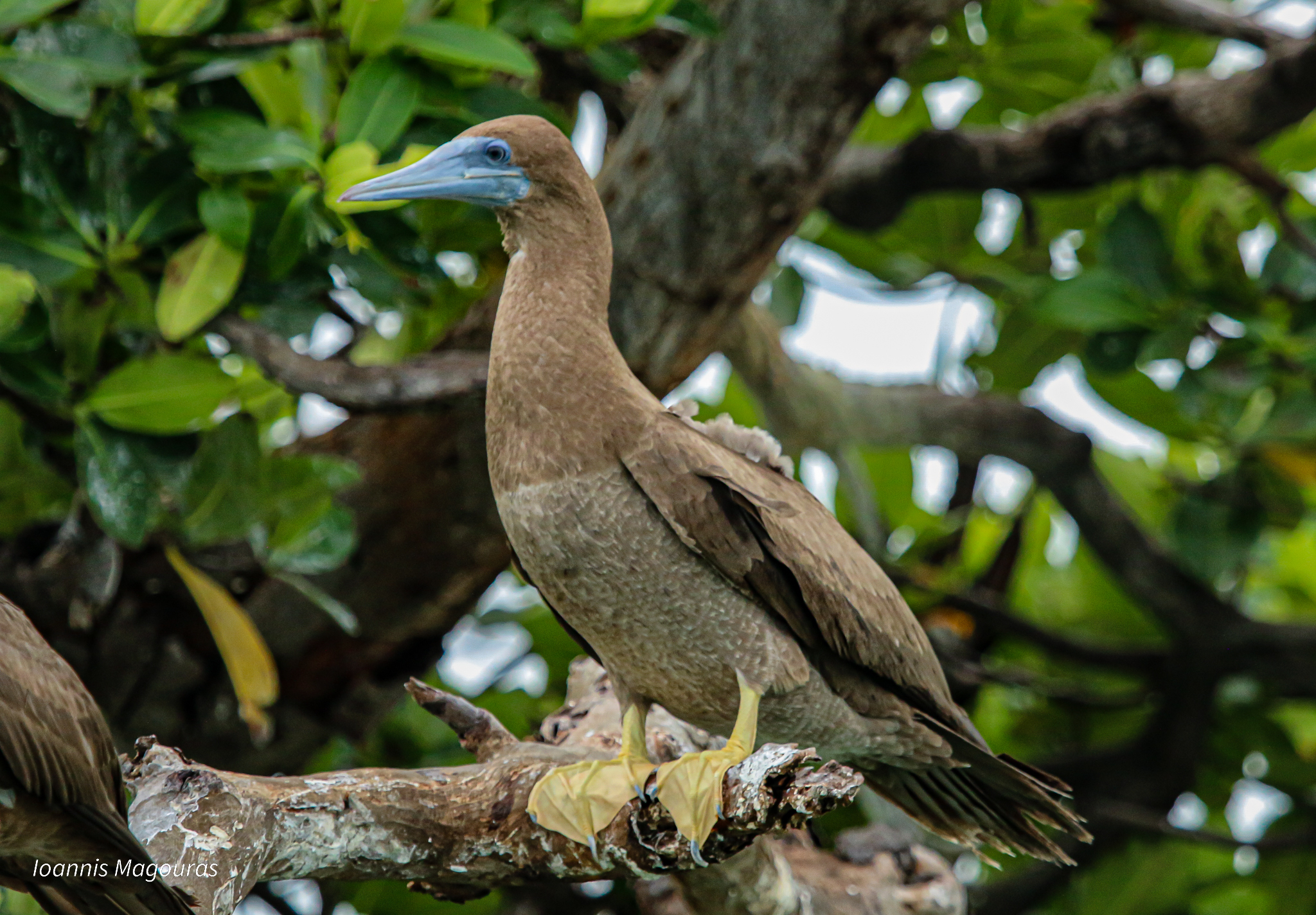
Jungvogel des Weißbauchtölpels

Der Weißbauchtölpel (Sula leucogaster) ist ein gänsegroßer Seevogel aus der Familie der Tölpel (Sulidae) in der Ordnung der Ruderfüßer (Suliformes).
Die Bestandssituation des Weißbauchtölpel wurde 2016 in der Roten Liste gefährdeter Arten der IUCN als „Least Concern (LC)“ = „nicht gefährdet“ eingestuft.

## Erscheinungsbild
Ausgewachsen erreicht der Weißbauchtölpel eine Körperlänge von 65 bis 75 Zentimeter und wiegt dann zwischen 900 Gramm und 1,5 Kilogramm. Die Flügelspannweite beträgt 130 bis 150 Zentimeter.
Der Körper ist stromlinienförmig, wie für Tölpel typisch. Er hat außerdem einen langen, zugespitzten Schnabel, der es ihm erleichtert, Fische zu packen. Diese jagt er, indem er sich aus einer Höhe von 30 Metern oder mehr auf die Wasseroberfläche herabstößt und zwischen Schwärmen von Tintenfischen und Meeräschen eintaucht. Luftsäcke am Kopf dämpfen dabei den Aufprall im Wasser.
Der Weißbauchtölpel ist ein geschickter Flieger. Er gleitet häufig niedrig über der Wasseroberfläche und erinnert in seinen Gleitphasen an Albatrosse. In Flughöhen oberhalb von 30 Meter über der Wasseroberfläche ist er nur selten zu beobachten. Er ist wie die meisten Tölpelarten ein Stoßtaucher. An Land ist die Fortbewegung schwerfällig und entenähnlich watschelnd.

## Verbreitung
Weißbauchtölpel leben im tropischen Pazifik, Atlantik und Indischen Ozean. Gebietsweise gehören sie zu den häufigen Meeresvögeln. Im Pazifik halten sie sich überwiegend in dem Umkreis ihrer Brutinseln auf, einzelne Weißbauchtölpel werden aber auch 300 bis 1500 Kilometer vom nächsten Brutplatz entfernt beobachtet. Grundsätzlich kommen sie der Festlandküste näher als andere in tropischen Gewässern beheimatete Tölpel und werden gelegentlich auch in Häfen und Flussmündungen gesehen. Über Land fliegen sie jedoch verhältnismäßig selten. Die Wanderungsbewegungen des Weißbauchtölpels sind bislang nicht erforscht, jedoch kehren sie häufig in dieselbe Brutkolonie zurück, wenn sie dort einmal erfolgreich gebrütet haben.
Brutkolonien befinden sich auf tropischen Inseln, die häufig weitab der Küsten des Festlands liegen. Brutplätze finden sich auch auf Atollen und Cays. Sie nutzen als Brutplatz gelegentlich Cays, deren Oberfläche nur bis zu einem Meter über die Meeresoberfläche herausragt. Hier werden ihre Nester gelegentlich bei Stürmen von den Wellen überspült.

## Nahrung
Weißbauchtölpel fressen überwiegend Fliegende Fische und andere Fischarten sowie einige Kopffüßer. Weißbauchtölpel sind wie die meisten Tölpelarten Stoßtaucher. Sie stürzen sich dabei bis aus einer Höhe von 15 Metern oberhalb der Wasseroberfläche herab, jedoch kommt dieses Verhalten bei ihnen seltener vor als bei anderen Tölpelarten. Sehr viele Beutetiere fangen sie in flachen Tauchgängen. Wenn sie stoßtauchen, geschieht dies meist aus einer Höhe von drei Metern, 23 Prozent der Sturzflüge sind senkrecht, 40 Prozent erfolgen dagegen in einem Winkel von mehr als 45 Grad. Die übrigen Sturzflüge lassen sich nicht zuordnen, weil sie spiralförmig erfolgen. Während der Nahrungssuche halten sie nach vorne gerichtet nach Beutetieren Ausschau, das unterscheidet sie von einer Reihe anderer Beutegreifer, die die Wasseroberfläche direkt unter sich beobachten. Fliegende Fische werden in der Regel von ihnen gefangen, wenn diese gerade wieder in das Wasser eintauchen. Fänge, wenn diese sich mit ihrem gesamten Körper außerhalb des Wassers befinden, sind selten. Beim Tauchgang sind die Flügel bis kurz vor dem Eintauchen gespreizt. Tauchgänge können bis zu 40 Sekunden währen.
Weißbauchtölpel zeigen auch kleptoparasitisches Verhalten und folgen anderen Tölpeln, wenn diese Fische im Schnabel tragen. Sie folgen auch Fregattvögeln und stehlen diesen Beute. Häufig folgen Weißbauchtölpel Schiffen und tauchen in deren Kielwelle. Weißbauchtölpel suchen entweder allein oder in Gruppen nach Nahrung. Weißbauchtölpel wurden in tropischen Gewässern auch dabei beobachtet, wie sie in der Nähe von Delphingruppen nach Nahrung suchen.

## Fortpflanzung

### Paarbindung und Nest
Weißbauchtölpel sind monogame Vögel, deren Paarbeziehung über mehrere Fortpflanzungsperioden besteht. Möglicherweise bleiben Paare zusammen, bis einer der beiden Partnervögel stirbt. Beide Elternvögel sind an der Brut beteiligt und versorgen den Jungvogel bis zu einem Zeitraum von zwei Monaten nach dem Ausfliegen.
Weißbauchtölpel sind Koloniebrüter, die energisch ein Territorium unmittelbar um ihr Nest verteidigen. Zur Eiablage kommt es ganzjährig. Auf der Weihnachtsinsel fällt jedoch der Hauptzeitpunkt der Eiablage in den Zeitraum April bis Mai. In Brutkolonien an der Ostküste Australiens dagegen fällt sie in den Zeitraum März bis April und Juni bis Oktober. Auf Raine Island, einem 32 Hektar großen Cay vor der Ostküste Australiens, ist der Höhepunkt der Eiablage im Zeitraum September bis November.
Die Nester werden auf dem Boden errichtet, der Bodengrund kann aus Sand oder Kies bestehen und kann auch mit Pflanzen bewachsen sein. Nester des Weißbauchtölpels finden sich auch an dichter bewaldeten Stellen. Sie nutzen damit ein verhältnismäßig breiteres Spektrum an Brutarealen als andere Tölpelarten. Die Nistdichte ist größer als beim Maskentölpel. Auf Raine Island befinden sich beispielsweise 7,7 Nester pro 100 Quadratmeter. Die Menge an Nistmaterial, die von den Elternvögeln verbaut wird, variiert sehr stark. Auf nicht bewachsenen Cays legen die Weißbauchtölpel ihre Eier auf dem nackten Boden ab. In anderen Gebieten werden Pflanzen, Zweige, Algen, Knochen, Federn, Schalen von Schildkröteneiern und anderes Material verbaut. Das Material wird gewöhnlich vom Männchen herangetragen und entweder auf das Nest gelegt oder dem Weibchen überreicht. Beide Elternvögel bauen auch während der Brutzeit am Nest weiter. Häufig stehlen Weißbauchtölpel Nistmaterial von anderen Artgenossen. Dieses Verhalten ist vor allem auf Cays zu beobachten, wo nur angeschwemmtes Material zu finden ist.

### Brutpflege und Jungvögel

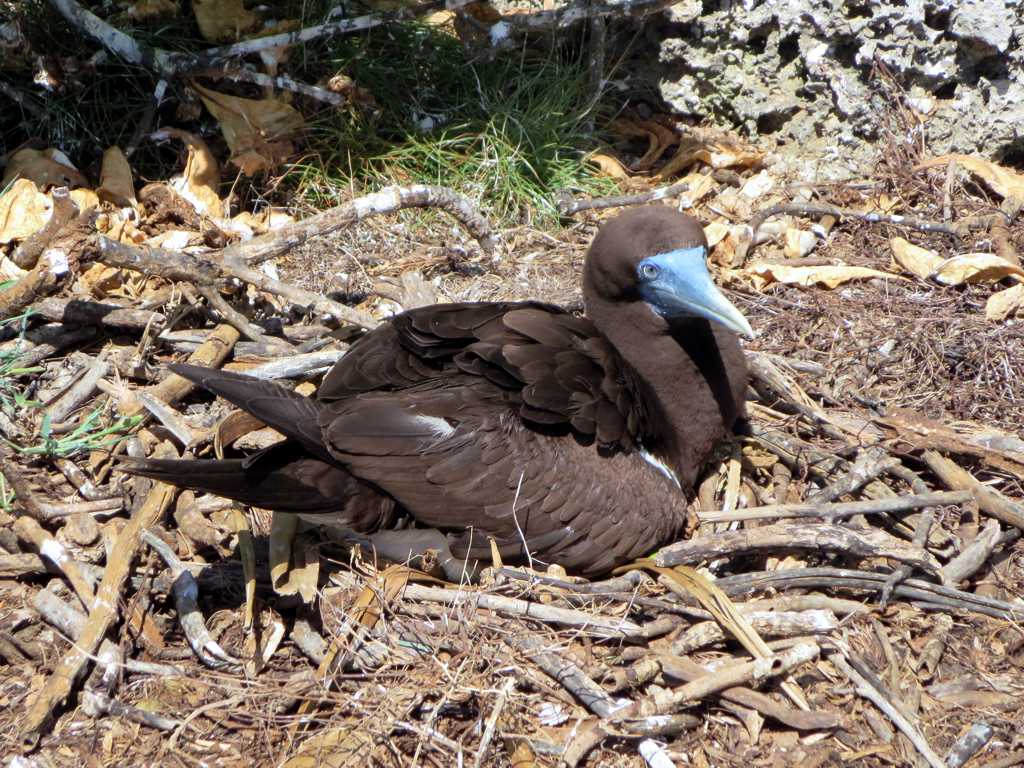
Brütender Weißbauchtölpel

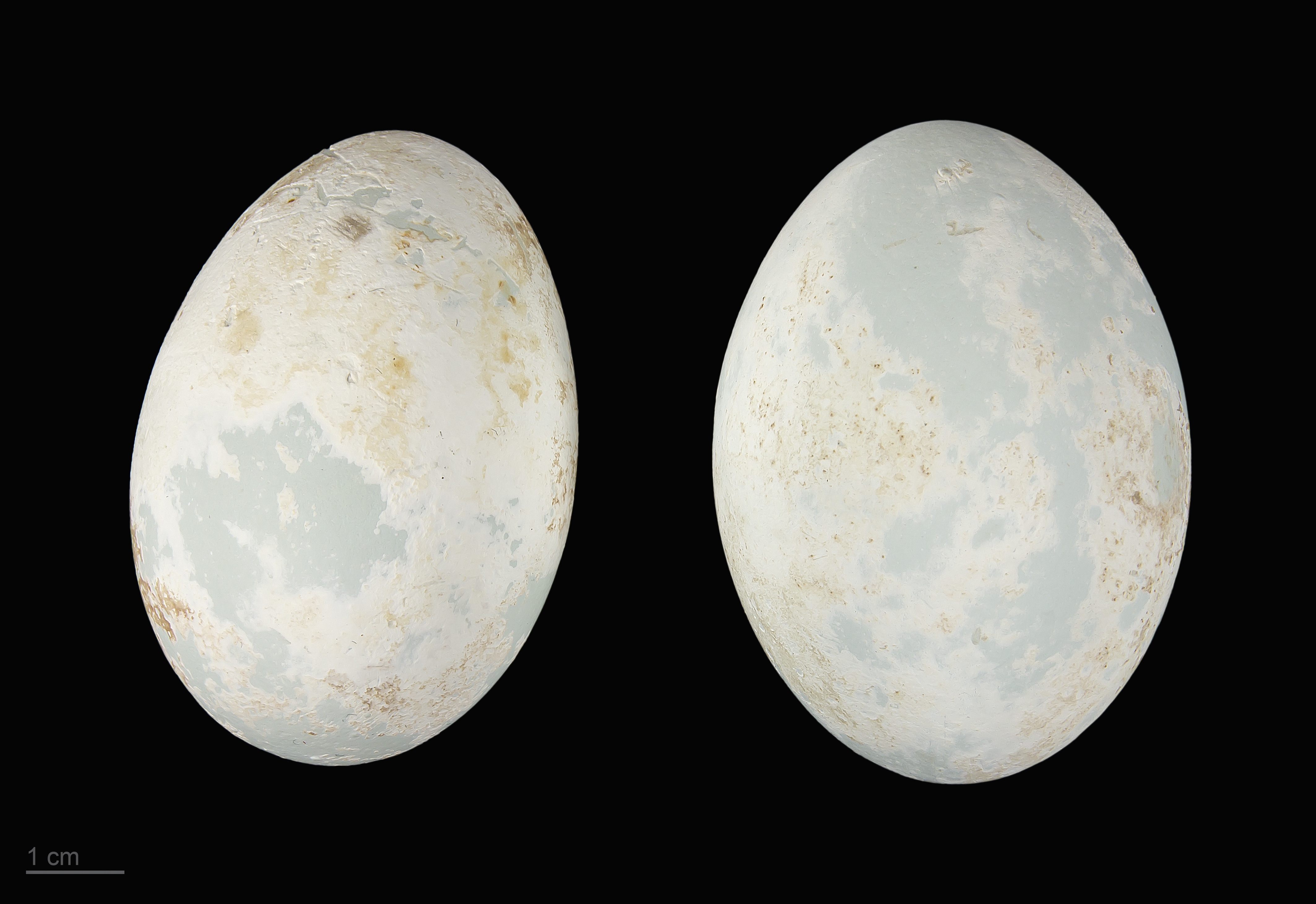
Eier des Weißbauchtölpels

Die Gelege des Weißbauchtölpels umfassen, je nach Nahrungsangebot, Jahreszeit und Region, ein oder zwei Eier. Auf der Weihnachtsinsel überwiegen Gelege mit zwei Eiern. Innerhalb der Brutkolonie ist die Eiablage nicht sehr stark synchronisiert. Beide Elternvögel brüten. Sie weisen keinen Brutfleck auf, sondern bedecken das Ei mit den Schwimmhäuten ihrer Füße. Gelegentlich wird das Gelege auch nur beschattet. Nach 42 bis 43 Tagen schlüpfen Küken mit noch geschlossenen Augen, die es gewöhnlich noch am ersten Lebenstag öffnet.
Es wird immer nur ein Küken aufgezogen, während das zweite Ei, entsprechend der Reserveei-Hypothese lediglich als Versicherung dient, falls das zuerst gelegte Ei entweder nicht befruchtet war oder es durch das Absterben des Embryos nicht zum Schlupf kam.
Siblizid (Geschwistertötung), beziehungsweise Kainismus ist, ebenso wie bei Blaufußtölpeln und Maskentölpeln, auch bei Weißbauchtölpeln üblich. Da die Eier zeitversetzt gelegt werden, schlüpfen die nackten, hilflosen Küken im Abstand von mehreren Tagen. Das angeborene Verhalten des älteren Jungtieres veranlasst es dazu, den jüngeren Nestling meist schon kurz nach dem Schlupf anzugreifen, von der Nahrung fernzuhalten, aus dem Nest zu stoßen oder totzupicken. Anders als bei Angriffen durch externe Feinde greifen die Altvögel nicht ein.
Ob es zu Kannibalismus kommt, hängt von der Größe der verstorbenen Küken ab. Gerade bei jungen Nestlingen, die mit weniger als 100 Gramm Körpergewicht aus dem Nest gedrängt wurden, konnte beobachtet werden, dass diese von erwachsenen Tölpeln gefressen wurden. Sie versuchten sich zwar auch bei größeren toten Küken zwischen 300 und 400 Gramm, diese passten jedoch in der Regel nicht durch den Schlund.
Überlebende Jungvögel weisen mit etwa drei bis vier Wochen das tölpeltypische dichte Daunengefieder auf. Ihr Maximalgewicht erreichen sie mit etwa 70 bis 80 Tagen, wenn sie etwa 1,4 Kilogramm wiegen. Sie verlieren bis zum Flüggewerden wieder etwas Gewicht, wiegen jedoch mehr als der durchschnittliche adulte Vogel. Flügge werden sie in der Regel mit 17 Wochen.

### Fortpflanzungserfolg
Auf der Weihnachtsinsel vor der australischen Küste schlüpften in 68 Prozent der Nester Jungvögel, von diesen flogen in 81 Prozent der Fälle auch Jungvögel aus. Insgesamt wuchsen pro 100 Gelege 58 Jungvögel heran. Auf Ascension war der Bruterfolg deutlich geringer. Hier wuchsen pro 100 Gelege nur zehn Jungvögel auf. Auf der Weihnachtsinsel wird in El-Niño-Jahren in der Regel kein Nachwuchs groß, weil keine ausreichende Nahrung zur Verfügung steht.
In Australien hat der Mensch erheblichen Einfluss auf den Bruterfolg, weil Eier und Jungvögel für den Verzehr entnommen werden. Dort wo Ratten vorkommen, fressen diese Jungvögel und Eier. Möwen, Rallen und möglicherweise auch der Rotrückenreiher fressen gleichfalls Eier sowie gelegentlich Küken.

## Systematik

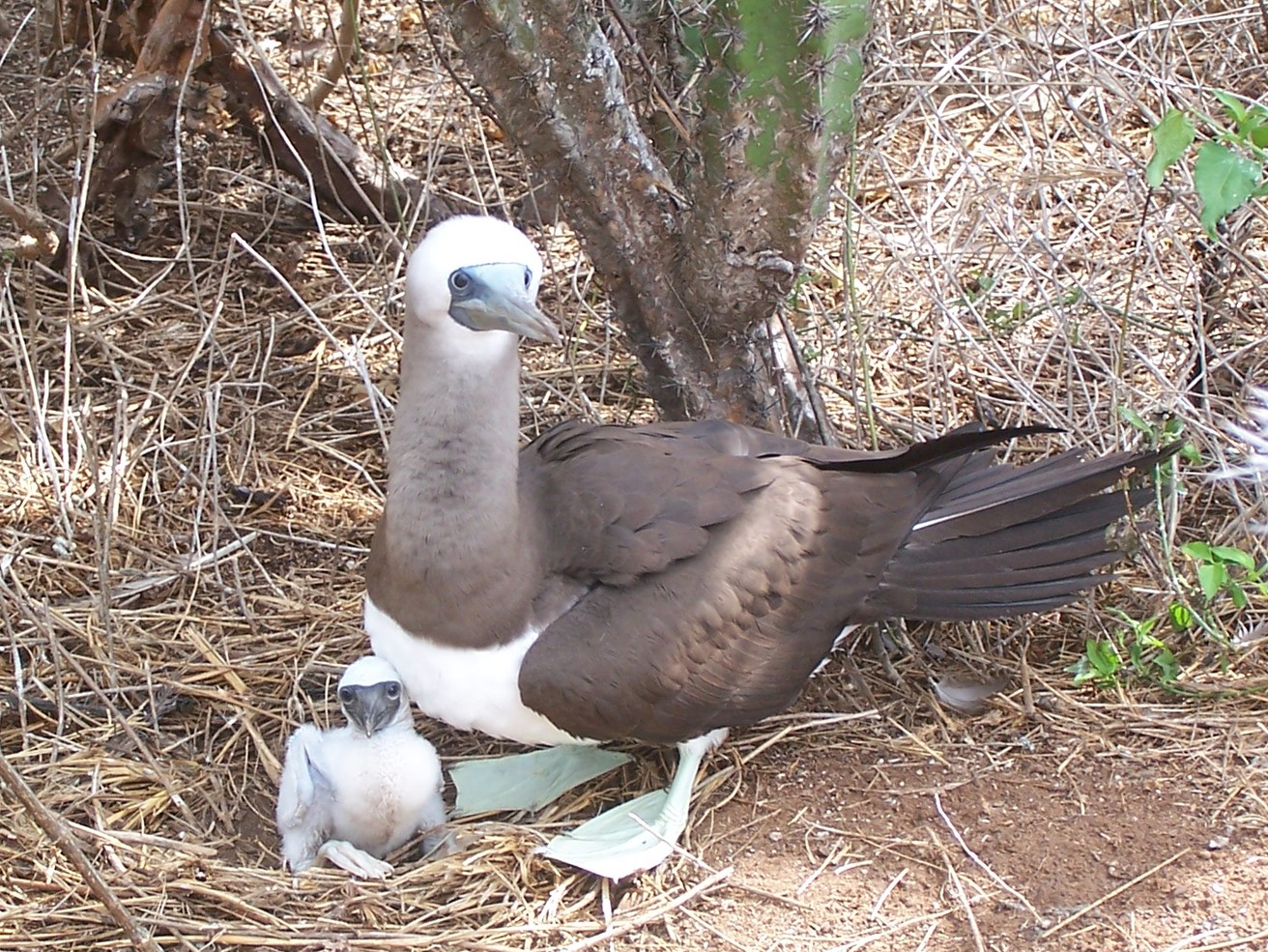
Sula brewsteri

Der Weißbauchtölpel wird in mindestens drei Unterarten unterteilt. Die Nominatform (Sula leucogaster leucogaster) kommt an den Küsten des tropischen westlichen und östlichen Atlantiks vor, Sula leucogaster plotus lebt im Gebiet des Indopazifiks und Sula leucogaster brewsteri an den Küsten des östlichen Pazifiks. Letzterer hat sein Verbreitungsgebiet in den letzten Jahrzehnten weit in den zentralen und westlichen Pazifik vergrößert und brütet jetzt auch auf Wake, Moku Manu, Palmyra und Laysan, während Sula leucogaster plotus sein Verbreitungsgebiet in den östlichen Pazifik ausdehnte und z. B. auf San Benedicto, die östlichste der zu Mexiko gehörenden Revillagigedo-Inseln brütet. S. l. brewsteri und S. l. plotus brüten dabei oft in gemischten Kolonien, verpaaren sich aber nur in sehr seltenen Fällen miteinander, so dass davon auszugehen ist, dass beide Formen reproduktiv weitgehend voneinander isoliert sind. Ein wirksamer Isolationsmechanismus ist dabei die Ablehnung fremd aussehender Männchen durch die Weibchen der Tölpel. Es wurde deshalb empfohlen S. l. brewsteri in den Rang einer eigenständigen Art zu erheben. S. l. brewsteri hat sich von den anderen Unterarten des Weißbauchtölpels vor etwa einer Million Jahren getrennt, wobei der weitgehend insellose östliche Pazifik als geografische Barriere zu S. l. plotus wirkte und Mittelamerika die geografische Barriere zu S. l. leucogaster darstellt.

## Einzelbelege
1. ↑  
Sula leucogaster in der Roten Liste gefährdeter Arten der IUCN 2017. Eingestellt von: BirdLife International, 2016. Abgerufen am 15. August 2018.
2. ↑  Higgins, S. 782.
3. ↑  Nigel Redman, Terry Stevenson, John Fanshawe: Birds of the Horn of Africa: Ethiopia, Eritrea, Djibouti, Somalia, and Socotra – Revised and Expanded Edition. Princeton University Press, 2016, ISBN 978-0-691-17289-7, S. 44 (englisch, Volltext in der Google-Buchsuche).
4. ↑  Higgins, S. 782.
5. ↑  Higgins, S. 782.
6. ↑  Higgins, S. 784.
7. ↑  Higgins, S. 784.
8. ↑  Higgins, S. 784.
9. ↑  Higgins, S. 785.
10. ↑  Higgins, S. 787.
11. ↑  Higgins, S. 787.
12. ↑  Anderson, D. J. (1990): Evolution of obligate siblicide in boobies. 1: A test of the insurance egg hypothesis. American Naturalist 135:334-350. doi:10.1086/285049.
13. ↑  D. J. Anderson (1995): The role of parents in sibilicidal brood reduction of two booby species. The Auk 112(4): 860–869. doi:10.2307/4089018.
14. ↑  D. J. Anderson & R. E. Ricklefs (1995): Evidence of kin-selected tolerance by nestlings in a siblicidal bird. Behavioral Ecology and Sociobiology volume 37, S. 163–168, doi:10.1007/FBF00176713.
15. ↑  F. M. Neves, P. L. Mancini, F. P. Marques et al.  (2015): Cannibalism by Brown Booby (Sula leucogaster) at a small tropical archipelago. Revista Brasileira de Ornitologia, 23(3), 299–304, doi:10.1007/BF03544295.
16. ↑  Higgins, S. 788.
17. ↑  Higgins, S. 788.
18. ↑  Isabel López-Rull, Natalia Lifshitz, Constantino Macías Garcia, Jeff A. Graves, Roxana Torres: Females of a polymorphic seabird dislike foreign-looking males. Animal Behaviour, Band 113, März 2016, S. 31–38, doi: 10.1016/j.anbehav.2015.12.023
19. ↑  Eric A. VanderWerf, Martin Frye, John Gilardi, Jay Penniman, Mark Rauzon, H. Douglas Pratt, Rlene Santos Steffy, Jonathan Plissner: Range Expansion, Pairing Patterns, and Taxonomic Status of Brewster's Booby Sula leucogaster brewsteri. September 2023, Pacific Science 77(1), DOI:10.2984/77.1.8